# Mark Farrell (tennis)
Cet article concerne un joueur de tennis britannique. Pour l'acteur canadien, voir Mark Farrell.
Pour les articles homonymes, voir Farrell.
Mark Farrell, né le 6 mai 1953 à Liverpool et mort le 26 novembre 2018, est un joueur de tennis britannique.

## Carrière
En 1974, Mark Farrell est finaliste en double messieurs du tournoi WCT de Londres Indoor et du tournoi de Wimbledon en double mixte avec Lesley Charles. Au mois de septembre, il joue un match de double en Coupe Davis contre l'Iran.
Il a affronté en simple deux fois Jimmy Connors et trois fois Björn Borg qu'il a battu en 1973 à Sydney. Il compte également une victoire face à Stan Smith, 12e, sur gazon à Nottingham (9-8, 9-8).
Après sa carrière, il s'installe en Suisse où il devient entraîneur.

## Palmarès

### Finale en double
| No | Date       | Nom et lieu du tournoi                   | Catégorie | Dotation | Surface    | Vainqueurs              | Partenaire | Score    |  |
| -- | ---------- | ---------------------------------------- | --------- | -------- | ---------- | ----------------------- | ---------- | -------- |  |
| 1  | 18-02-1974 | Tournoi de tennis London Indoors Londres |           | 50 000 $ | Dur (int.) | Ove Bengtson Björn Borg | John Lloyd | 7-6, 6-3 |  |

### Finale en double mixte
| No | Date       | Nom et lieu du tournoi      | Catégorie | Dotation | Surface      | Vainqueurs                     | Partenaire     | Score    |          |
| -- | ---------- | --------------------------- | --------- | -------- | ------------ | ------------------------------ | -------------- | -------- | -------- |
| 1  | 24-06-1974 | The Championships Wimbledon | G. Chelem | NC $     | Gazon (ext.) | Billie Jean King Owen Davidson | Lesley Charles | 6-3, 9-7 | Parcours |

## Parcours dans les tournois duGrand Chelem

### En simple
| Année | Open d'Australie | Open d'Australie | Internationaux de France | Internationaux de France | Wimbledon       | Wimbledon      | US Open         | US Open       |
| ----- | ---------------- | ---------------- | ------------------------ | ------------------------ | --------------- | -------------- | --------------- | ------------- |
| 1973  | —                | —                | —                        | —                        | 1er tour (1/64) | Jimmy Connors  | —               | —             |
| 1974  | 2e tour (1/32)   | Keith Hancock    | —                        | —                        | 1er tour (1/64) | Jeff Austin    | 1er tour (1/64) | R. Dowdeswell |
| 1975  | —                | —                | 1er tour (1/64)          | Raúl Ramírez             | 1er tour (1/64) | Victor Pecci   | —               | —             |
| 1976  | —                | —                | —                        | —                        | 2e tour (1/32)  | M. Edmondson   | —               | —             |
| 1978  | —                | —                | —                        | —                        | 1er tour (1/64) | Bernard Mitton | —               | —             |

N.B. : à droite du résultat se trouve le nom de l'ultime adversaire.

### En double
| Année | Open d'Australie         | Open d'Australie        | Internationaux de France | Internationaux de France | Wimbledon                  | Wimbledon                 | US Open                  | US Open             |
| ----- | ------------------------ | ----------------------- | ------------------------ | ------------------------ | -------------------------- | ------------------------- | ------------------------ | ------------------- |
| 1973  | —                        | —                       | —                        | —                        | 2e tour (1/16) J. Lloyd    | Fassbender Karl Meiler    | —                        | —                   |
| 1974  | 1er tour (1/32) J. Lloyd | A. Gardiner H. Turnbull | —                        | —                        | 1er tour (1/32) J. Lloyd   | B. Gottfried R. Ramírez   | 1er tour (1/32) J. Lloyd | T. Kakulia P. Kronk |
| 1975  | —                        | —                       | —                        | —                        | 1er tour (1/32) J. Lloyd   | T. Okker M. Riessen       | —                        | —                   |
| 1976  | —                        | —                       | —                        | —                        | 1er tour (1/32) S. Warboys | C. Dowdeswell Allan Stone | —                        | —                   |
| 1979  | —                        | —                       | —                        | —                        | 1er tour (1/32) V. Eke     | B. Carmichael B. Teacher  | —                        | —                   |

N.B. : le nom du ou de la partenaire se trouve sous le résultat ; le nom des ultimes adversaires se trouve à droite.